# Одербергский десант
Одербергский десант — тактический десант, высаженный 27 апреля 1945 года катерами Днепровской военной флотилии в ходе Берлинской наступательной операции.

## План операции
С началом Берлинской наступательной операции находившиеся на Одере катера Днепровской военной флотилии (командующий контр-адмирал В. В. Григорьев) выполняли задачи по переправе войск через Одер, поддержке артиллерийским огнём форсирования Одера и прорыва немецких оборонительных рубежей на западном берегу реки, по противовоздушной обороне переправ.
Необходимость десантной операции возникла уже в ходе сражения исходя из сложившейся обстановки: хотя 25-26 апреля основные силы 1-го Белорусского фронта уже вели штурм Берлина, севернее Берлина немецкие войска левого фланга 9-й армии (командующий генерал пехоты Т. Буссе) оказывали упорное сопротивление войскам  61-й армии (командующий генерал-полковник П. А. Белов) в районе между устьем Альт-Одера и каналом Гогенцоллерн (южнее города Одерберг), опираясь на построенный там сильный укрепрайон. Пока там были втянуты в бои силы правого фланга армии, её центр и левый фланг ушли на десятки километров на запад, образовался разрыв в линии фронта. По сути, обороняющиеся там немецкие войска находились уже в тылу советских войск, штурмующих Берлин, имели возможность удара по их флангу и создавали реальную угрозу их коммуникациям.
Командующий фронтом маршал Советского Союза Г. К. Жуков приказал войскам 61-й армии форсировать Одер и уничтожить немецкую группировку, а Днепровской военной флотилии — поддержать с утра 27 апреля наступление 61-й армии, в том числе содействовать ей высадкой десанта на северный берег канала Гогенцоллерн. В район операции были переброшены 1-я и 2-я бригады речных кораблей флотилии, которым командующий армией поставил конкретные задачи — 2-я бригада кораблей (командир капитан 2-го ранга А. А. Комаров) должна была перебросить через Одер в районе города Шведт на ранее занятый советскими войсками участок берега стрелковый полк 234-й стрелковой дивизии, которому предстояло, продвигаясь на юго-запад, обойти с тыла укреплённый пункт гитлеровцев Лунов, 1-я бригада (командир капитан 1-го ранга С. М. Лялько) высаживала десант силами одного стрелкового батальона (до 300 бойцов) из канала южнее Лунова для выхода в тыл обороняющемуся противнику.

## Ход операции
27 апреля 2-я бригада приняла на борт стрелковый полк и вышла в Одер. Задачу выполняли 11 катеров (2 бронекатера, 5 катеров-тральщиков, 3 сторожевые катера) и 3 полуглиссера. При движении вдоль занятого противником берега немцы начали артиллерийский обстрел кораблей. Ответным огнём были подавлены до 15 огневых точек (в том числе железобетонных дотов) на берегу, но в ходе боя 2 сторожевых катера и полуглиссер получили сильные повреждения, лишились хода, и течением были вынесены к прибрежной дамбе на занятом противником берегу. Перевозимые на этих катерах бойцы и экипажи заняли круговую оборону и вели бой до соединения с основными силами десанта. На этих катерах было убито два моряка (один из них командир отряда сторожевых катеров лейтенант А. Лоза), несколько было ранено.
Остальные корабли произвели высадку полка с артиллерией и миномётами в намеченном месте. При их приближении к точке высадки многочисленная советская артиллерия с восточного берега Одера провела мощную артиллерийскую подготовку. В момент высадки и в первые один-два часа боя немцы оказывали упорное сопротивление, но затем начали поспешный отход.
Одновременно с этими событиями 6 бронекатеров бригады Лялько с десантом прорвались в канал Гогенцоллерн. Здесь также действия катеров поддерживались артиллерией, в том числе и 4-мя плавбатареями флотилии. Десант начал продвижение в тыл оборонительного узла у Лунова, гарнизон которого, услышав стрельбу за спиной, поддался панике и спешно бросил позиции.
Немедленно на занятый плацдарм началась спешная переправа основных сил 234-й стрелковой дивизии без сильного сопротивления со стороны противника. Войска с ходу приступили к преследованию противника, а к исходу 27 апреля были уничтожены последние продолжавшие оказывать сопротивление немецкие оборонительные точки.
Операция была выполнена в точном соответствии с планом и с минимальными потерями.